# Le Noirmont
Le Noirmont ist eine politische Gemeinde im Distrikt Franches-Montagnes des Kantons Jura in der Schweiz. Der frühere deutsche Name Schwarzenberg wird heute nicht mehr verwendet.

## Geographie

Luftbild (1955)

Le Noirmont liegt auf 971 m ü. M., fünf Kilometer südwestlich des Bezirkshauptorts Saignelégier (Luftlinie). Das Dorf erstreckt sich auf der Jurahochfläche der Freiberge (französisch Franches Montagnes), direkt am Rand des tief eingeschnittenen Tals des Doubs.
Die Fläche des 20,5 km² grossen Gemeindegebiets umfasst einen Abschnitt der leicht gewellten Hochfläche des Plateaujuras, auf der sich moorige, meist oberirdisch abflusslose Senken mit Kuppen aus Kalkstein abwechseln. Den gesamten südlichen Teil des Gemeindegebiets nehmen ausgedehnte Juraweiden mit einzeln oder in Gruppen stehenden grossen Fichten sowie dazwischenliegende Waldgebiete ein. Der höchste Punkt von Le Noirmont befindet sich auf dem Höhenzug Point de Vue mit 1170 m ü. M. Im äussersten Süden reicht das Gebiet bis in die Senke von La Chaux-d'Abel. Die nordwestliche Grenze bildet der canyonartig in den Plateaujura eingeschnittene Flusslauf des Doubs; der rund 500 m hohe Talhang ist dicht bewaldet und wird von zahlreichen Felsbändern und -kreten durchzogen (Grosse Côte, Roche Gipois). Die nördliche Abgrenzung liegt am markanten Felskamm Arête des Sommêtres (mit der Ruine Spiegelberg) und auf der Höhe des Spiegelbergs (1108 m ü. M.). Von der Gemeindefläche entfielen 1997 5 % auf Siedlungen, 43 % auf Wald und Gehölze, 51 % auf Landwirtschaft, und etwas weniger als 1 % war unproduktives Land.
Zu Le Noirmont gehören die Weiler Le Peu-Péquignot (995 m ü. M.), Le Creux-des-Biches (1012 m ü. M.) und Les Barrières (1000 m ü. M.), alle auf der Hochfläche der Freiberge gelegen, Les Côtes (830 m ü. M.) am Hang hoch über dem Doubs, sowie weit über die Juraweiden verstreut zahlreiche Einzelhöfe. Nachbargemeinden von Le Noirmont sind Saignelégier, Muriaux, Les Breuleux und Les Bois im Kanton Jura, Saint-Imier im Kanton Bern sowie Charquemont und Charmauvillers im angrenzenden Frankreich.

## Bevölkerung
| Bevölkerungsentwicklung | Bevölkerungsentwicklung |
| Jahr                    | Einwohner               |
| ----------------------- | ----------------------- |
| 1850                    | 1544                    |
| 1870                    | 1892                    |
| 1900                    | 1681                    |
| 1910                    | 1852                    |
| 1930                    | 1596                    |
| 1950                    | 1455                    |
| 1960                    | 1559                    |
| 1970                    | 1516                    |
| 1980                    | 1505                    |
| 1990                    | 1515                    |
| 2000                    | 1561                    |
| 2022                    | 1902                    |

Mit 1957 Einwohnern (Stand 31. Dezember 2023) gehört Le Noirmont zu den grösseren Gemeinden des Kantons Jura. Von den Bewohnern sind 91,3 % französischsprachig, 3,0 % deutschsprachig und 1,9 % portugiesischsprachig (Stand 2000). Die Bevölkerungszahl von Le Noirmont erreichte ihren Höchststand bereits um 1870. Vor allem in der ersten Hälfte des 20. Jahrhunderts wurde ein deutlicher Rückgang der Einwohnerzahl verzeichnet. Seit 1950 gab es nur noch geringe Schwankungen.

## Wirtschaft
Das Schwergewicht des Erwerbslebens von Le Noirmont hat sich im Laufe des 19. Jahrhunderts von der Landwirtschaft zur Industrie verschoben. Die Herstellung von Uhren war lange Zeit der bedeutendste Industriezweig des Dorfes, heute ist sie auf einige kleinere Betriebe beschränkt, und die Branche der Mechanik hat ihre Stelle eingenommen. In der Fromagerie des Franches-Montagnes wird der Tête de Moine, eine wichtige Käsesorte der Region, produziert. Unterhalb von La Goule am Doubs befindet sich ein Elektrizitätswerk, das weite Teile der Freiberge und des Vallon de Saint-Imier mit Energie beliefert. Auf Roc Montès steht seit 1985 das jurassische Rehabilitationszentrum für Herz- und Gefässerkrankungen. Es wird hier konsequent nach vorgegebenen Tagesplänen gearbeitet, wobei die Hauptthemen dem Sport, der Ernährung und Entspannung gewidmet sind. Das Zentrum bietet eine körperliche und geistige Vorbereitung auf die Wiedereingliederung in die Gesellschaft für Herzklappen-, By-Pass- und Stent-Patienten.
Die Weiler sind jedoch weiterhin landwirtschaftlich geprägt und auf Milchwirtschaft und Viehzucht ausgerichtet.

## Verkehr

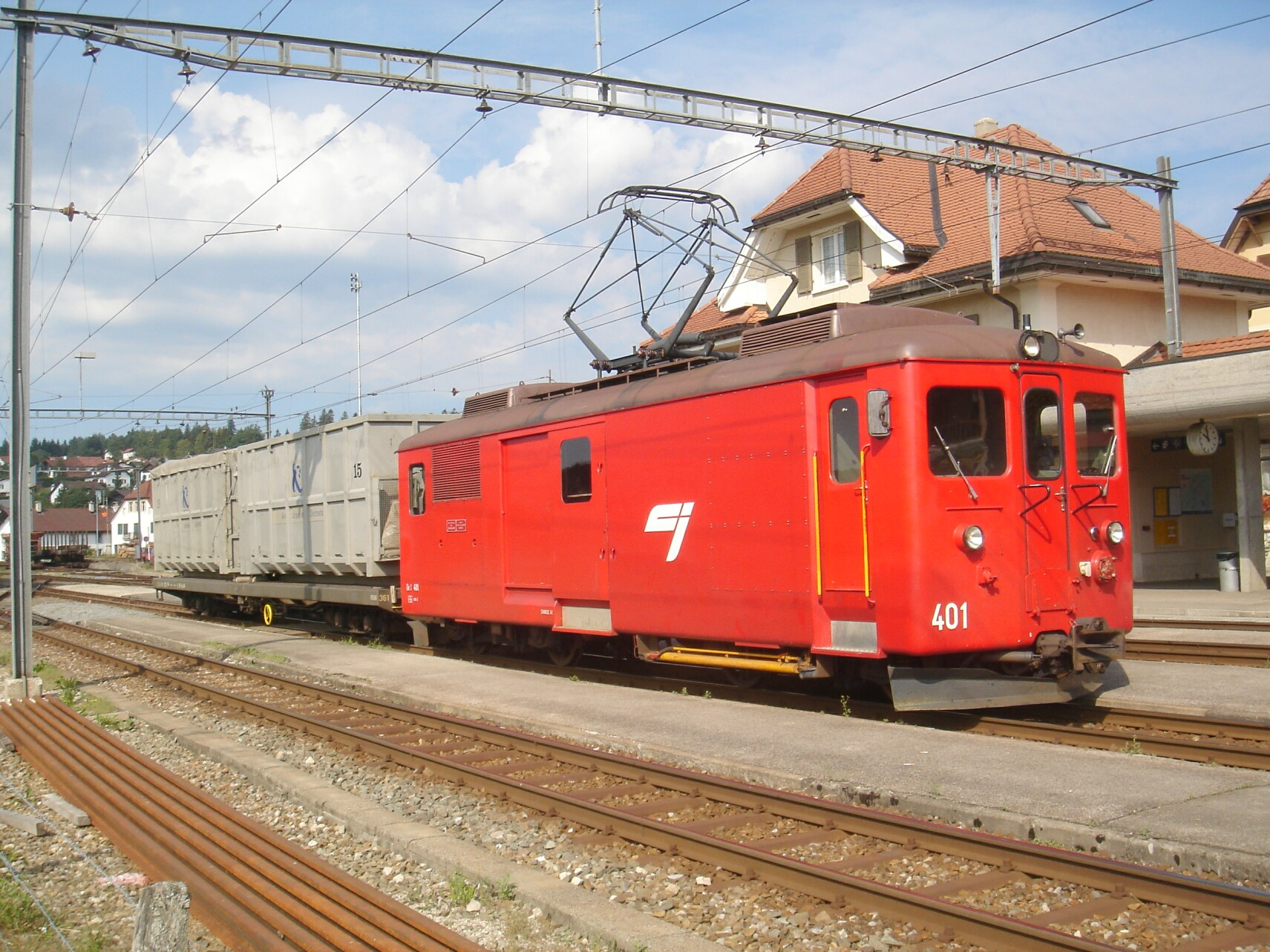
Güterzug im Bahnhof von Le Noirmont

Die Gemeinde ist verkehrsmässig recht gut erschlossen. Sie liegt an der Hauptstrasse von Delémont nach La Chaux-de-Fonds. Am 7. Dezember 1892 wurde die Saignelégier–La Chaux-de-Fonds-Bahn mit einem Bahnhof in Le Noirmont und einem weiteren in Le Creux-des-Biches eröffnet. Die Einweihung der Tramelan-Breuleux-Noirmont-Bahn erfolgte am 16. Dezember 1913. Die beiden Bahnlinien La Chaux-de-Fonds–Saignelégier und Tramelan–Le Noirmont werden seit 1944 von den Chemins de fer du Jura (CJ) betrieben.
In den letzten Jahren hat sich auf dem Netz der Chemins de fer du Jura, das sich von Le Noirmont in alle drei Richtungen erstreckt, ein Stundentakt eingespielt. Dieser Stundentakt gilt für die Strecke nach La Chaux-de-Fonds, mit Anschlüssen in alle Richtungen, für die Strecke nach Glovelier, mit Anschluss nach Delémont/Basel und für die Strecke nach Tavannes mit Anschluss nach Biel. Die Strecken der Chemins de fer du Jura rund um Le Noirmont sind Meterspurstrecken.

## Geschichte
Die Wurzeln von Le Noirmont gehen auf die Befreiung der Freiberge von den üblichen Steuerabgaben zurück, die 1384 in einer Akte vom Basler Fürstbischof Imier von Ramstein festgehalten wurde. Le Noirmont wird 1397 erstmals erwähnt, der Name ist von La Noire Montagne, wie das ehemals dicht bewaldete Gebiet der Freiberge genannt wurde, abgeleitet. Das Dorf gehörte zur Herrschaft Freiberge, die dem Fürstbistum Basel unterstand.
Von 1793 bis 1815 gehörte Le Noirmont zu Frankreich und war anfangs Teil des Département du Mont-Terrible, ab 1800 mit dem Département Haut-Rhin verbunden. Durch den Entscheid des Wiener Kongresses kam der Ort 1815 an den Kanton Bern und am 1. Januar 1979 an den neu gegründeten Kanton Jura.
Beim Luftangriff auf Le Noirmont durch die US-amerikanische Luftwaffe im Oktober 1944 wurden zwei Menschen verletzt.

## Persönlichkeiten
- Armin Müller (1855–1944), Oberst der Artillerie, wurde hier geboren
- Audrey Gogniat (* 2002), Sportschützin

## Sehenswürdigkeiten
Die alte Pfarrkirche Saint-Hubert wurde 1513 als dreischiffige Basilika im Flamboyantstil erbaut. Der Hauptaltar von 1720 stammt vermutlich aus dem Kloster Bellelay. Bis zu diesem Kirchenbau war Le Noirmont von der Pfarrei Montfaucon abhängig. Die moderne Kirche wurde 1969 nach Plänen von P. Dumas errichtet. Im Weiler Les Côtes befinden sich eine Kapelle sowie in den Gebäuden des ehemaligen Waisenhauses eine Privatschule. 2019 wurde die Schaukäserei der Fromagerie des Franches-Montagnes eröffnet.

## Bilder

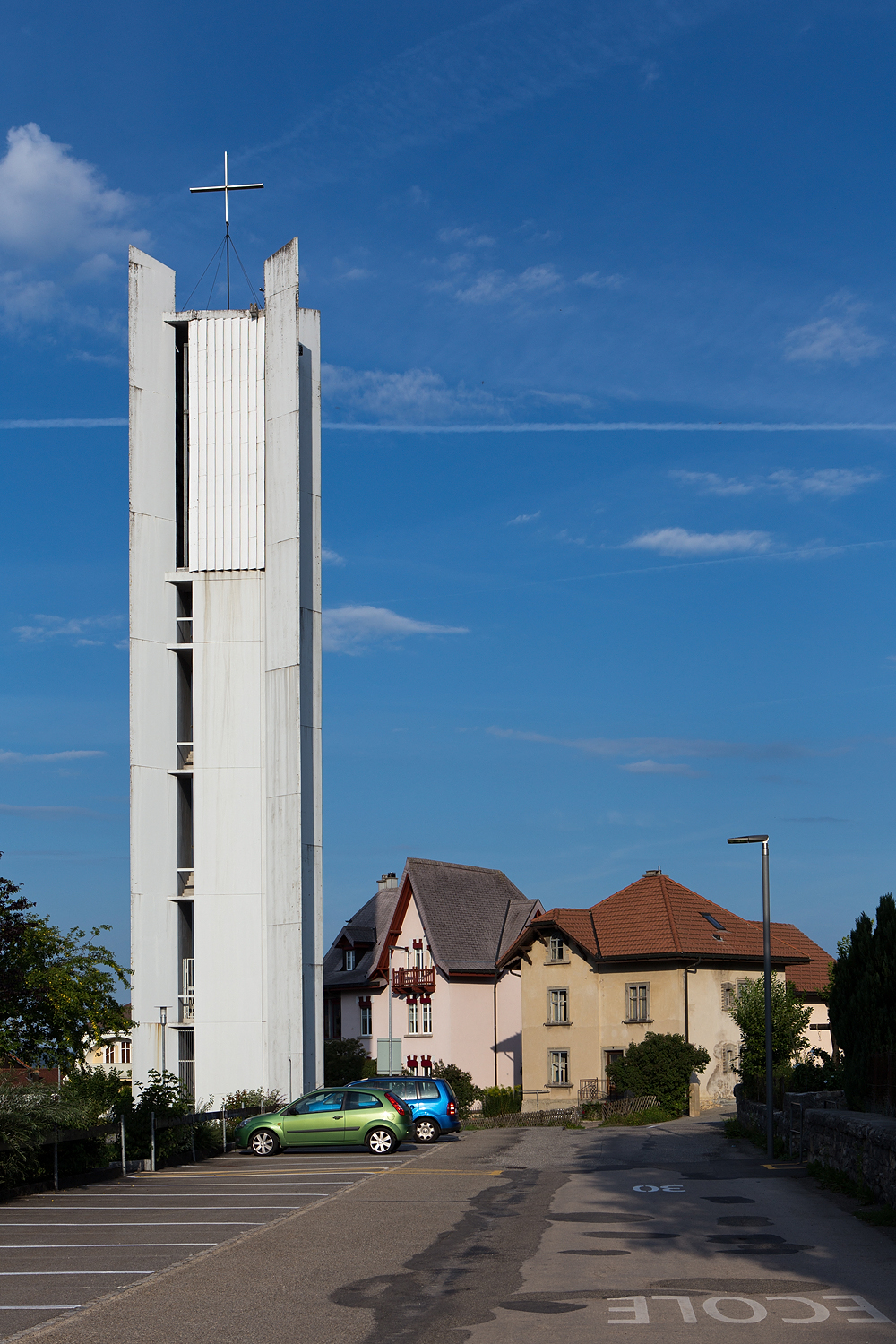
Kirchturm St-Hubert
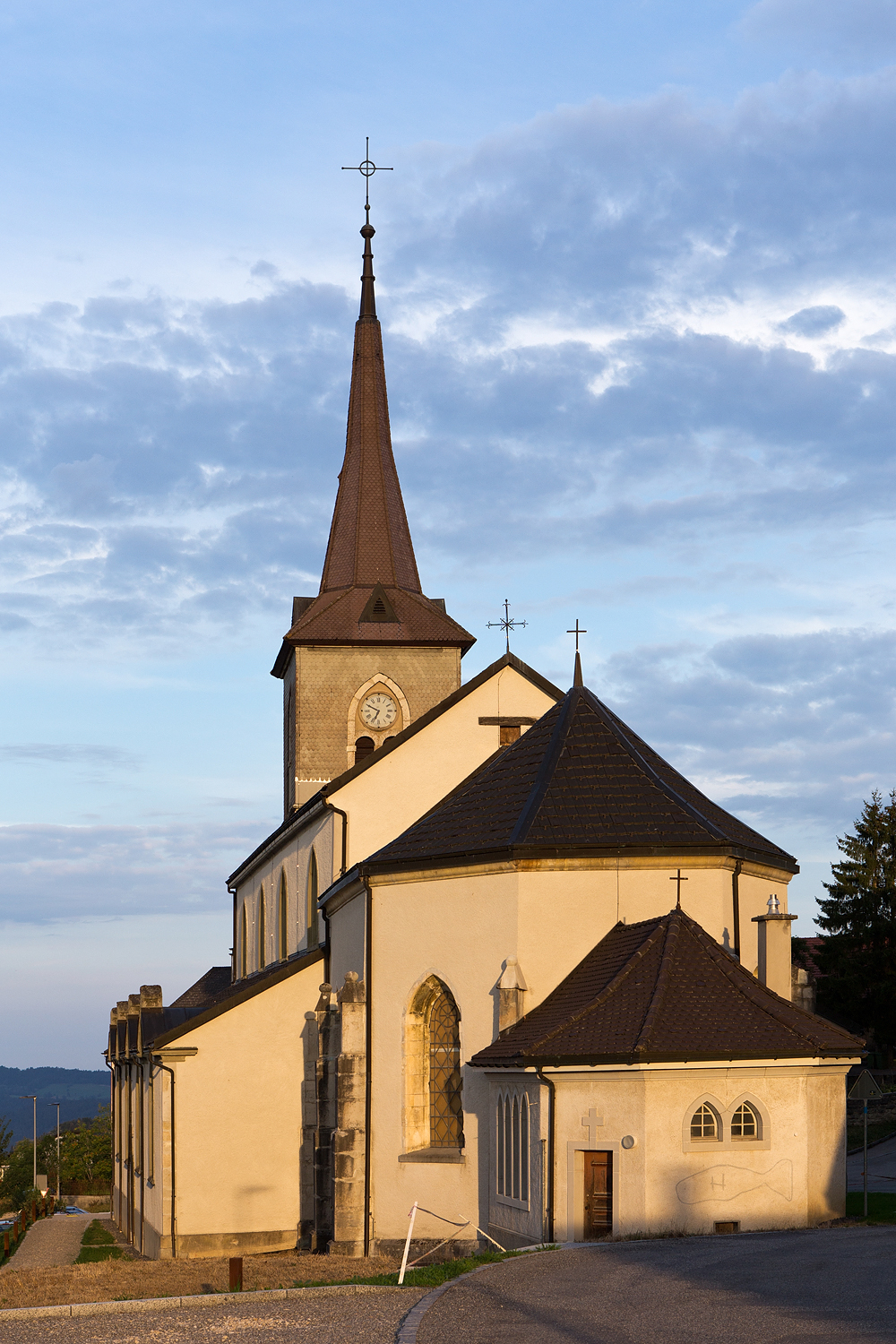
Alte Kirche St-Hubert
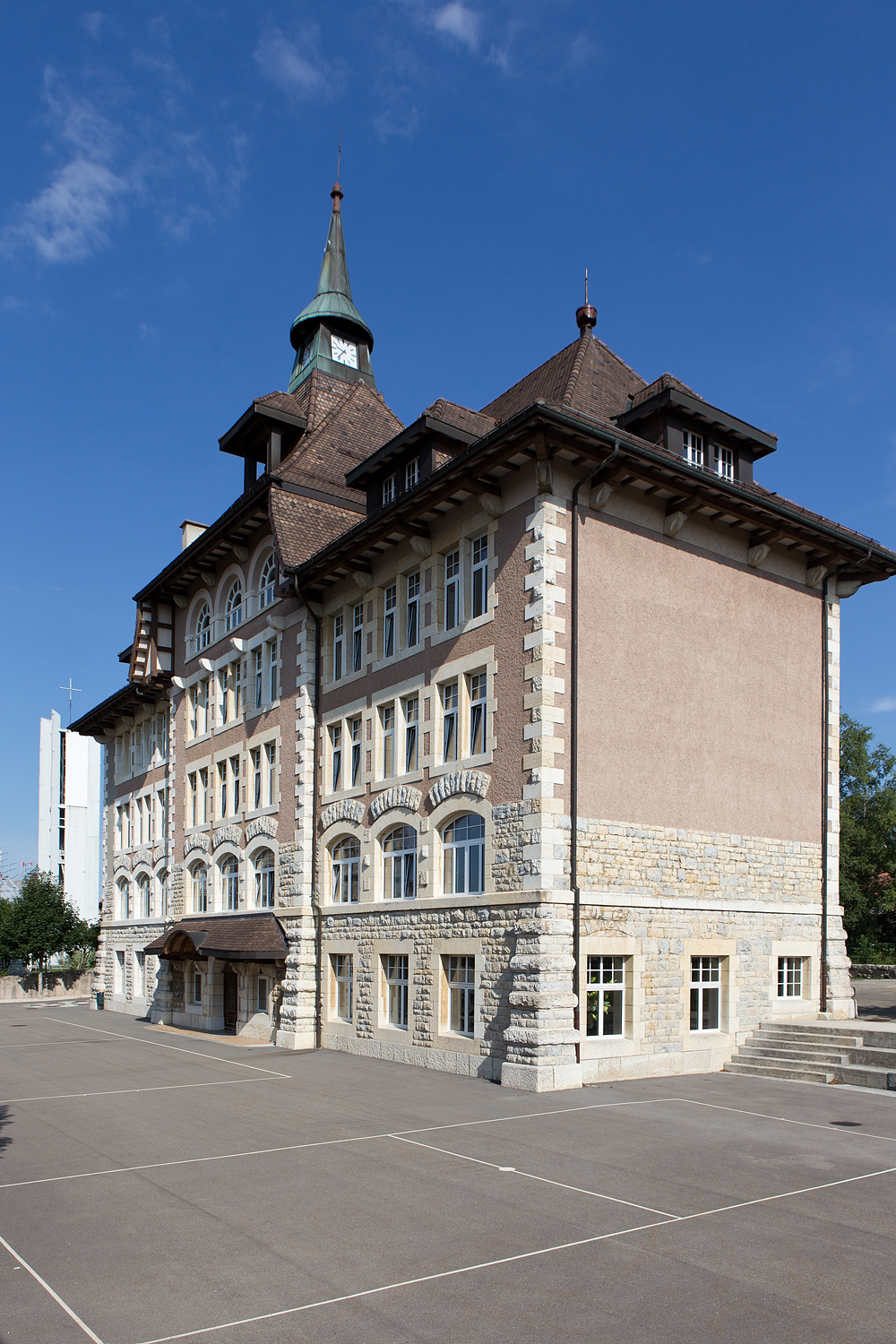
Primarschulhaus
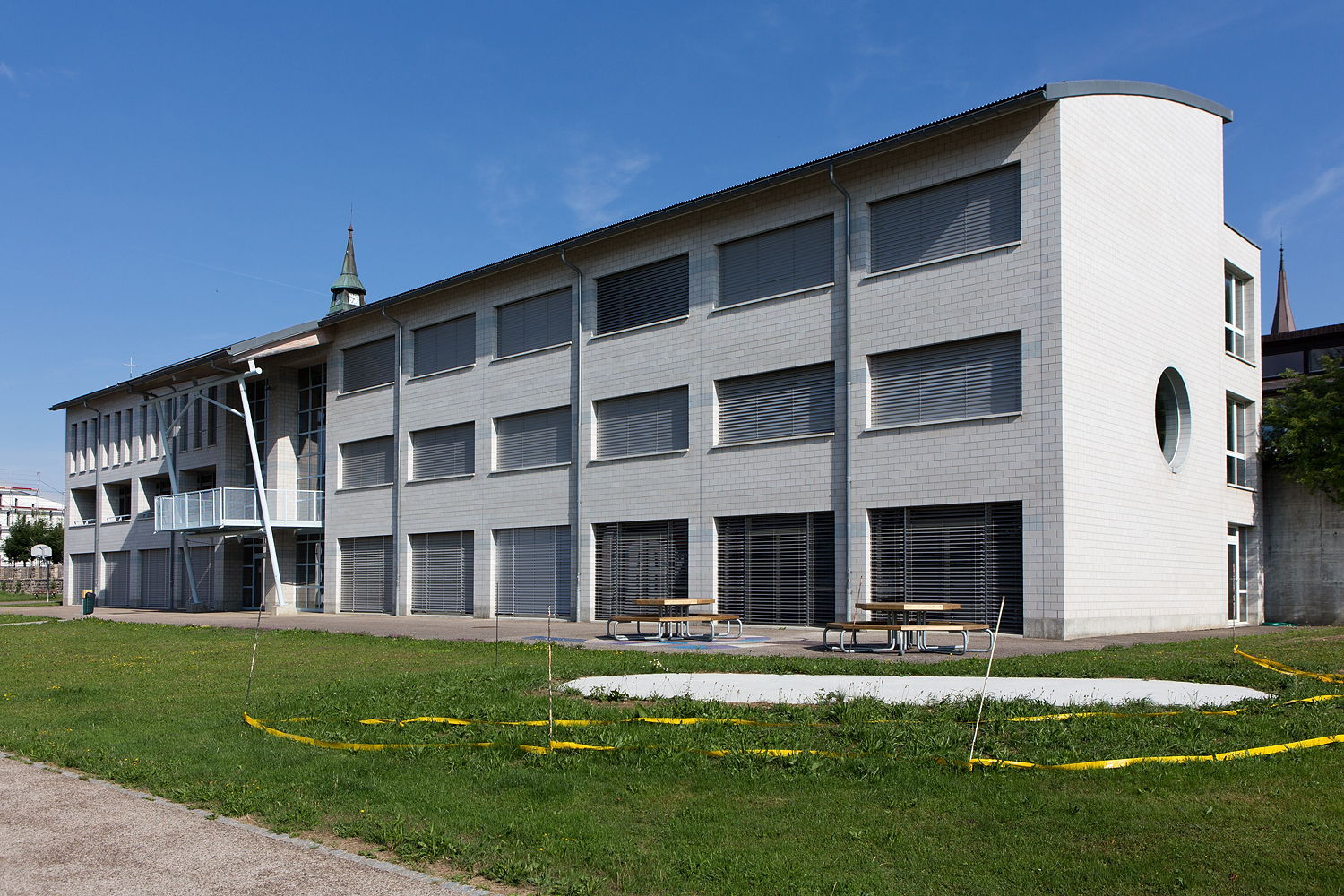
Sekundarschulhaus
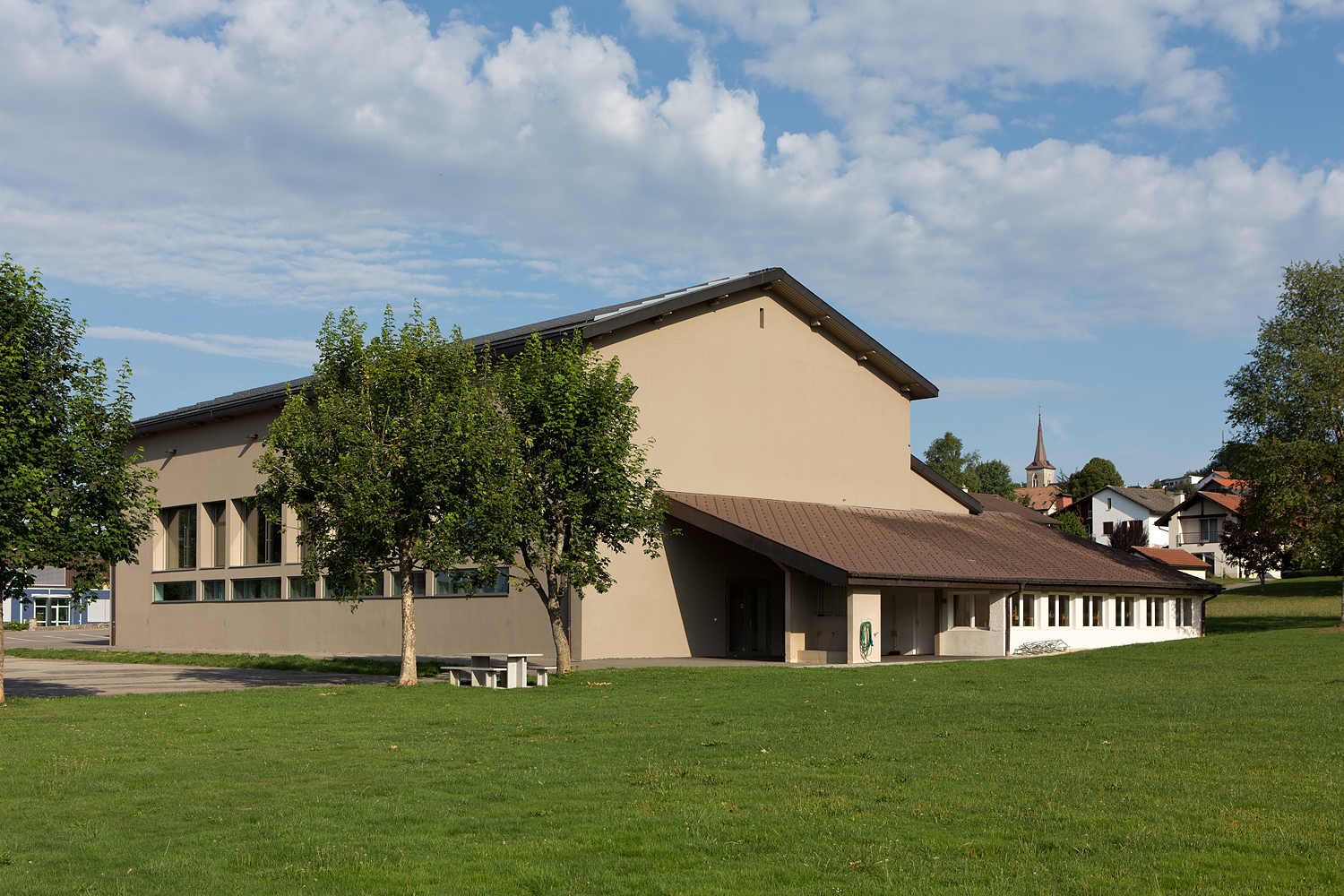
Turnhalle
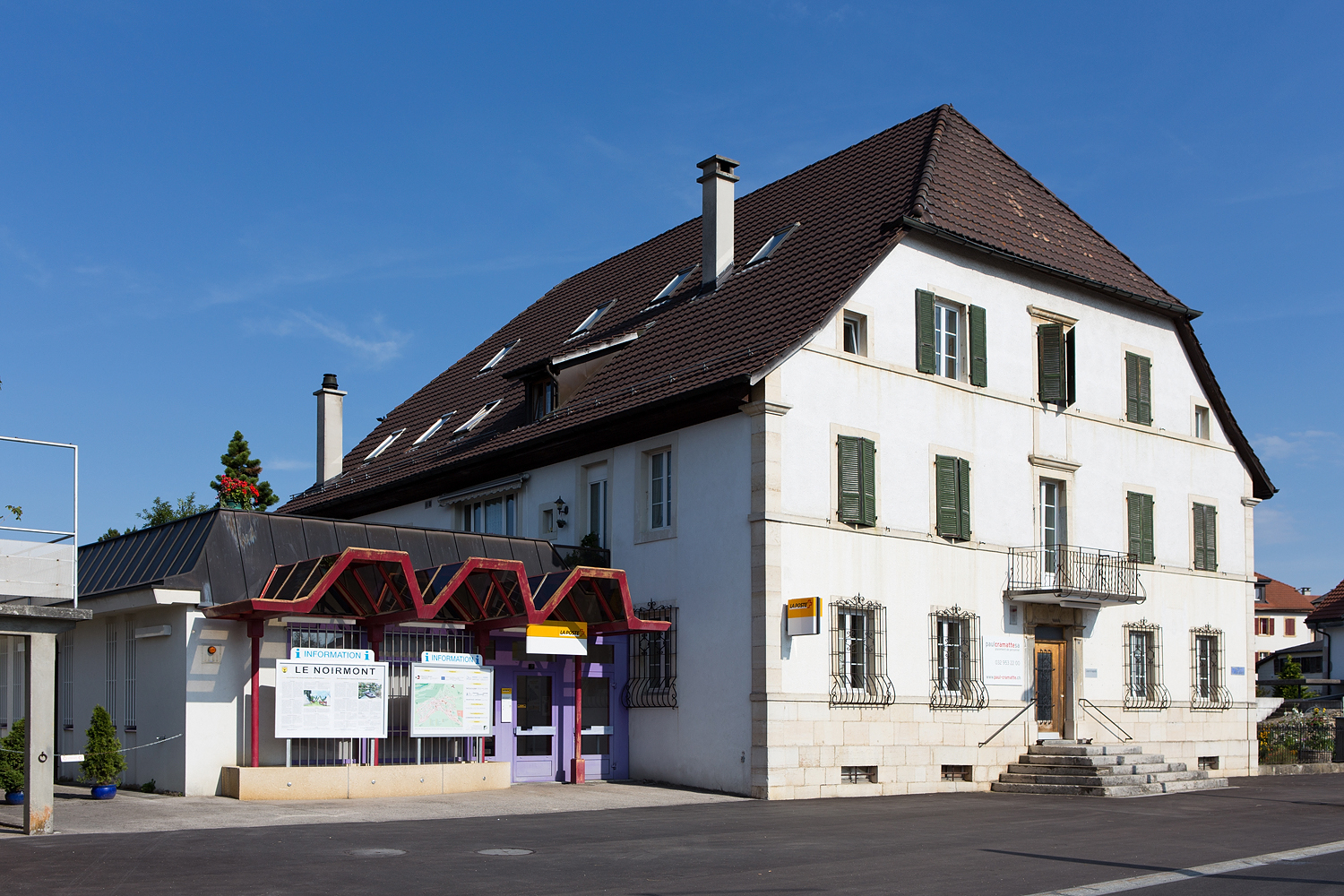
Post
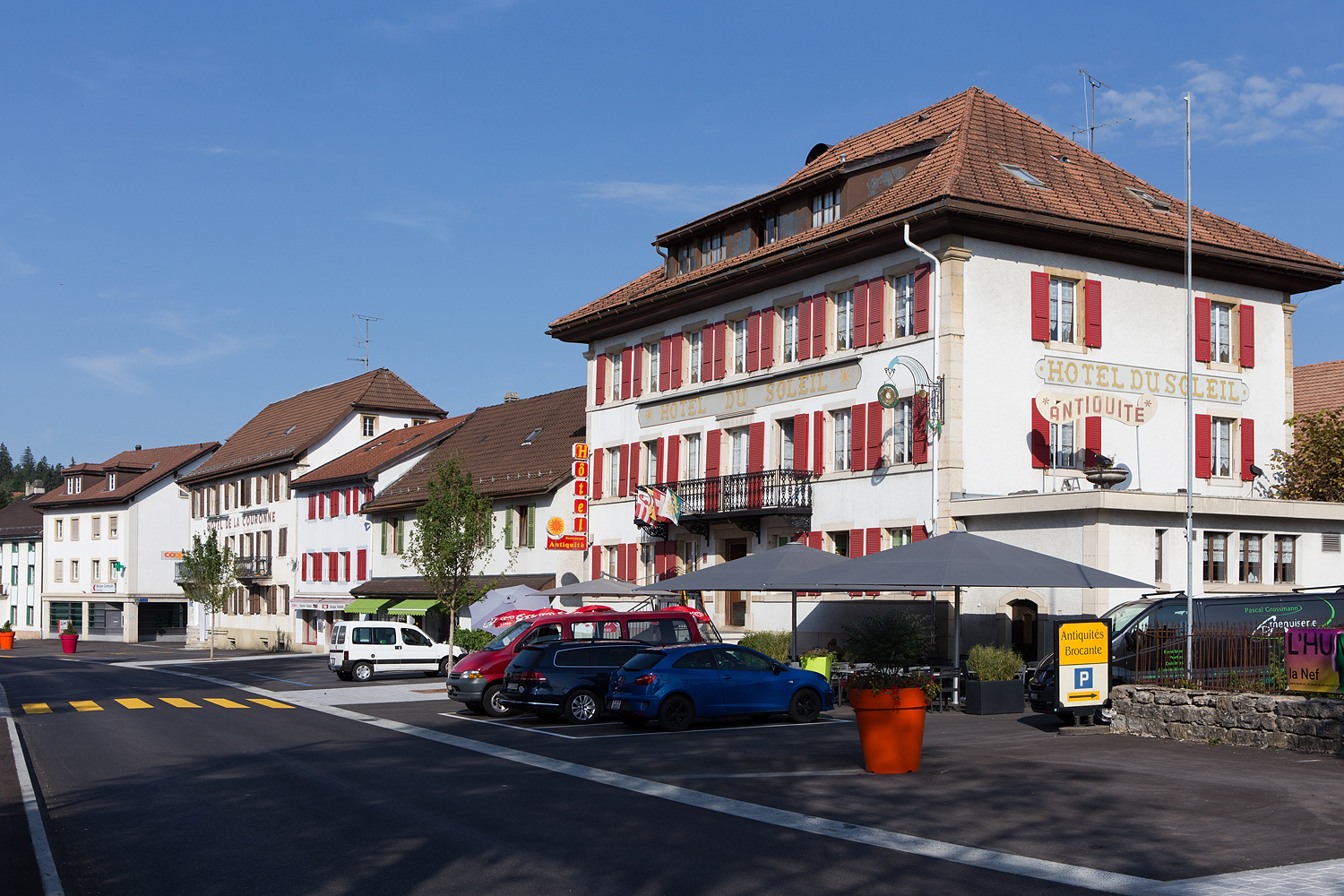
Rue de Rauracie
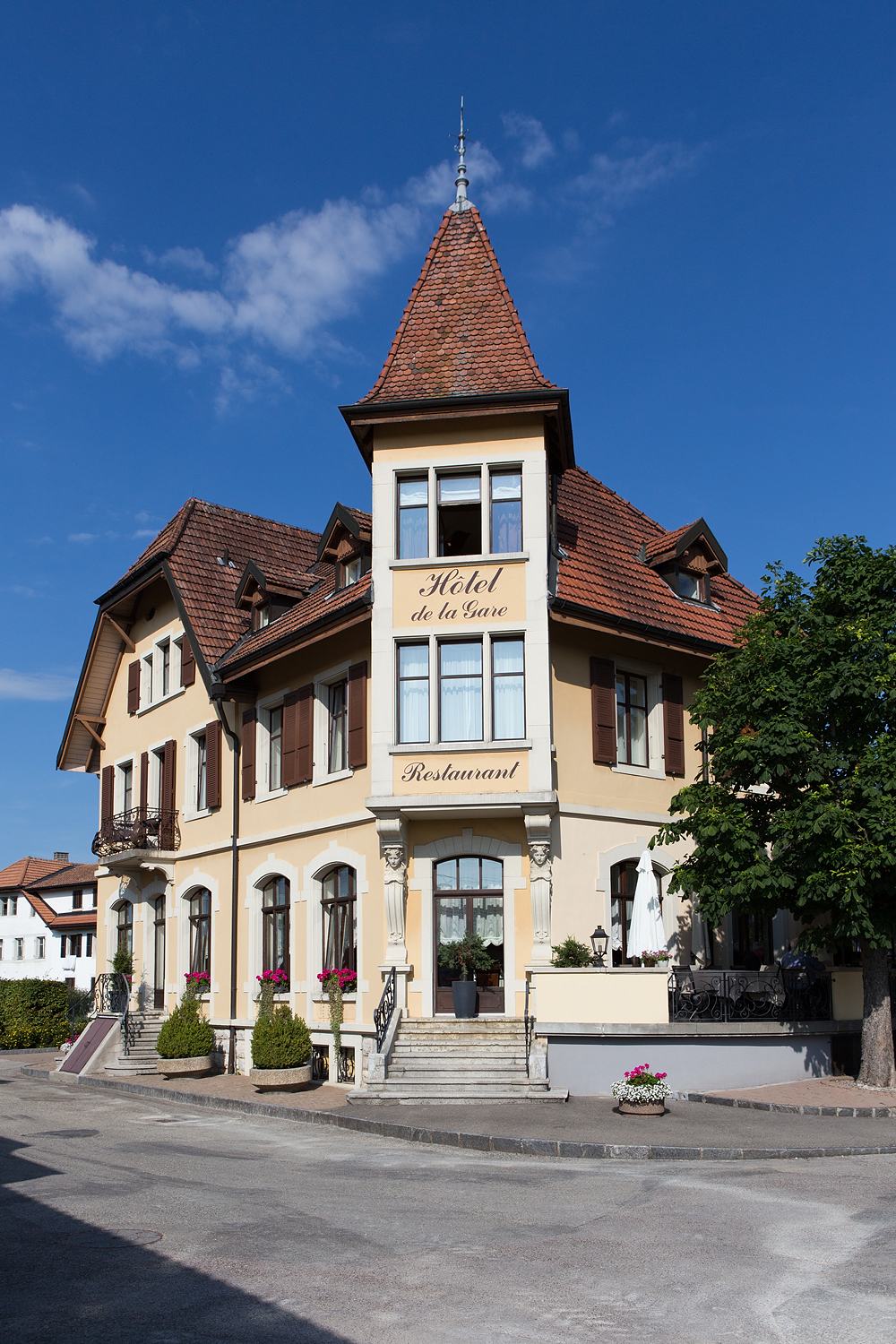
Hôtel-Restaurant Georges
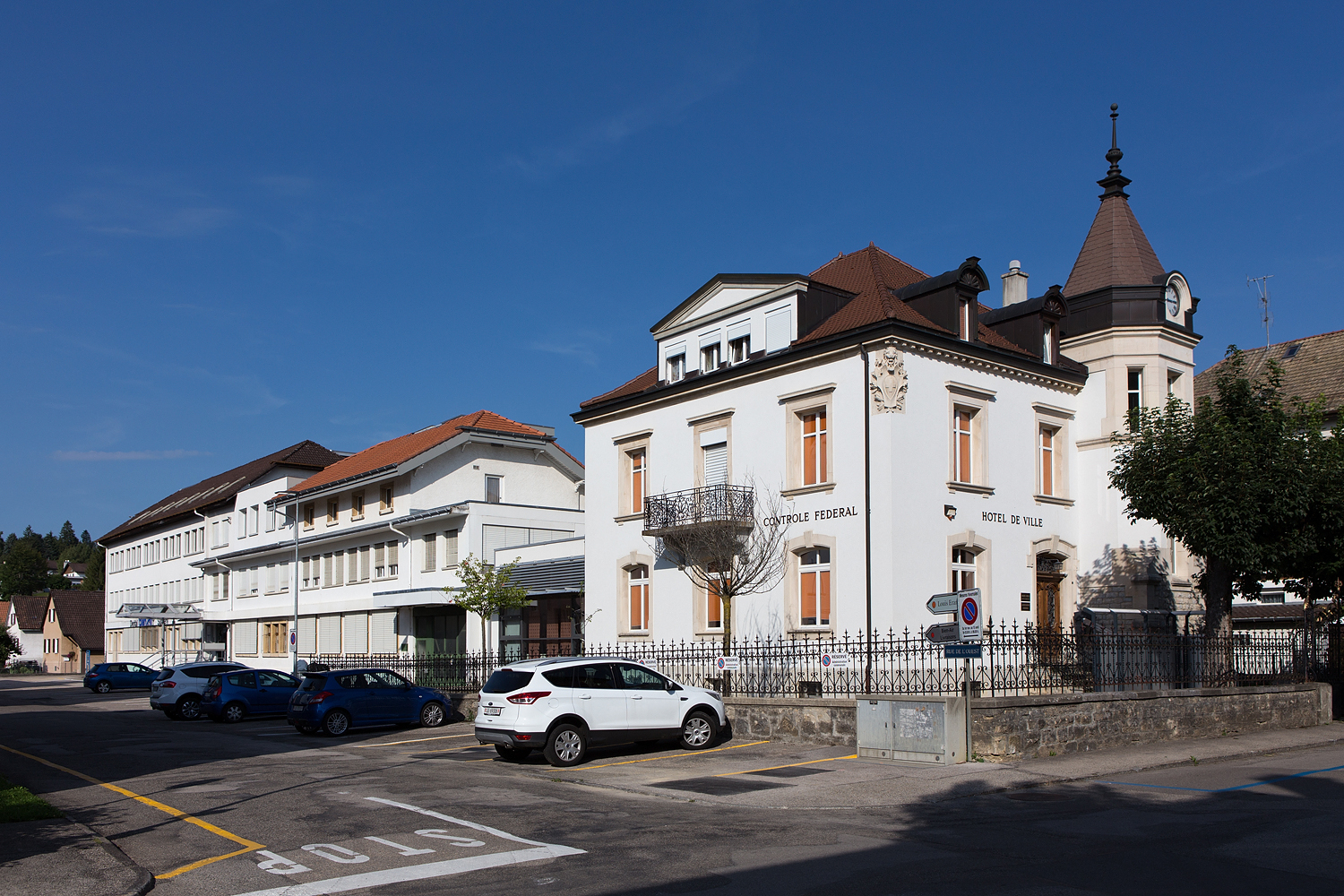
Gemeindehaus
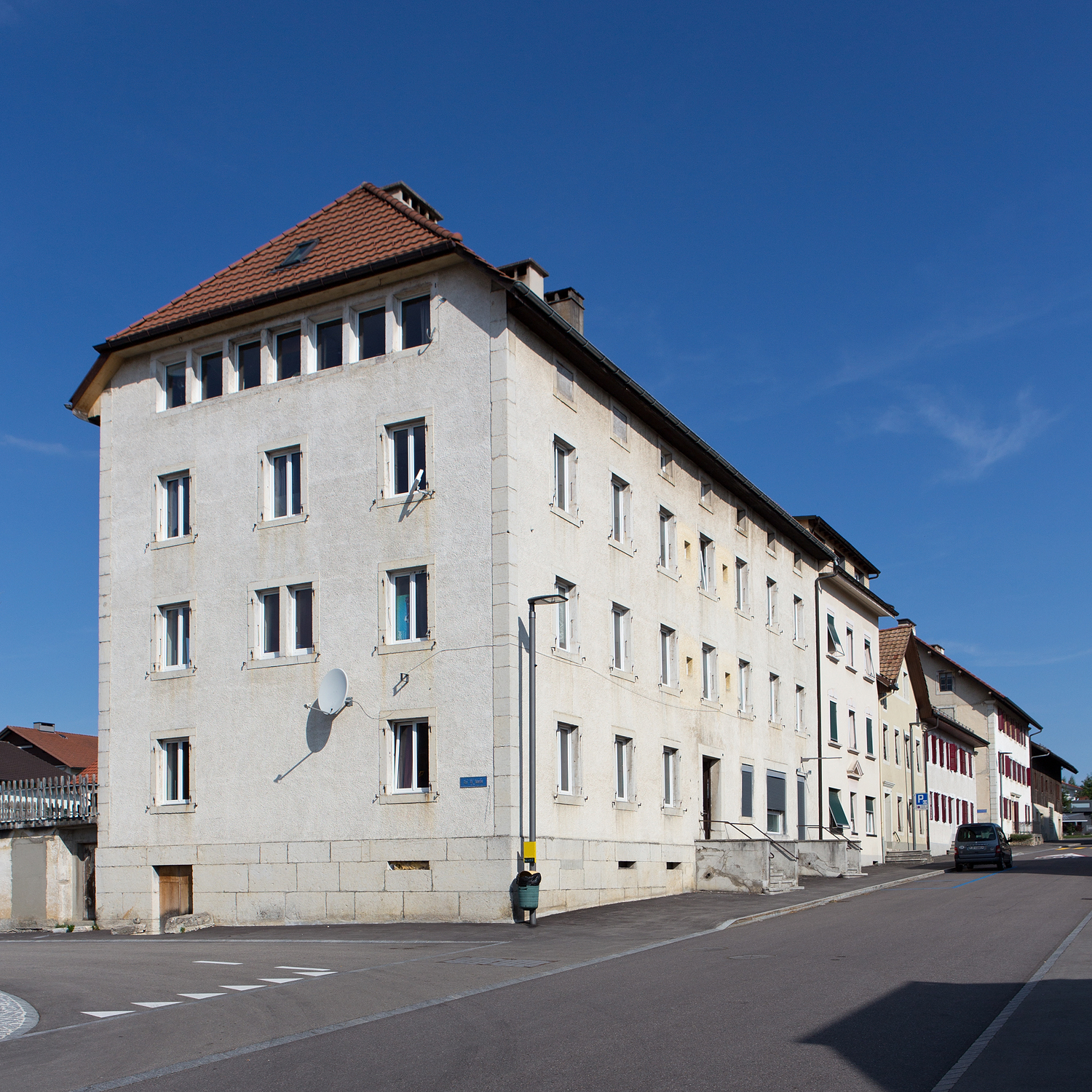
Rue du 23 juin
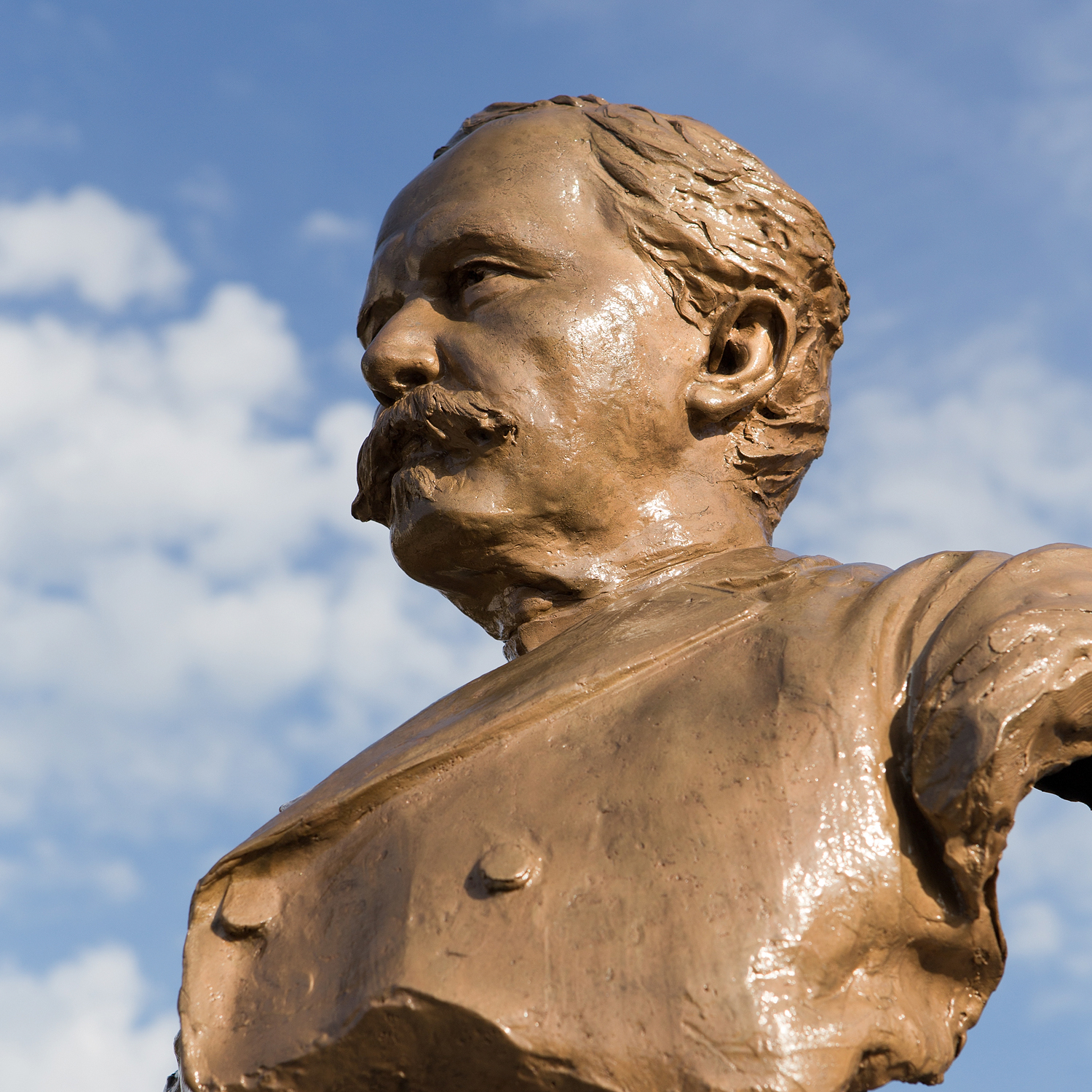
Nationalrat Casimir Folletête
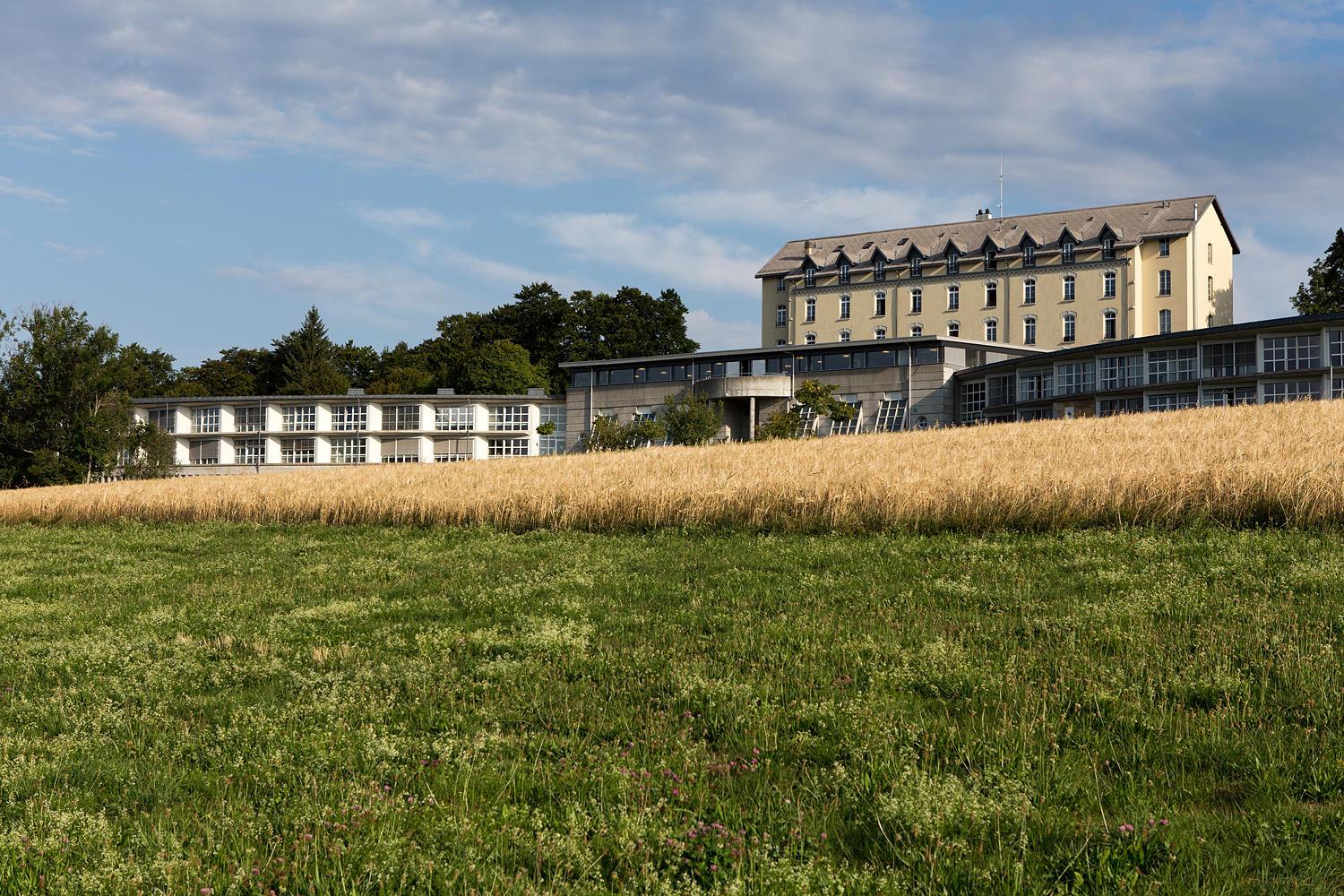
Klinik Le Noirmont